# Ayona Datta
Ayona Datta, née en 1972, en une architecte et géographe indienne. Ses recherches portent sur les villes dites du sud, leur évolution face au numérique et aux rapports de genre et sociaux.

## Biographie
Ayona Datta naît en 1972 et grandit en Inde dans une famille de la classe moyenne avec des origines bengali. Elle réalise des études d'architecture en Inde où elle s'intéresse au travail des femmes dans la construction, puis en design environnemental à l'université de Cambridge. Durant son doctorat elle se forme à la géographie féministe et aux rapports de genres et de classe ; elle soutient sa thèse en 2003 à l'Arizona State University.
Elle travaille avant sa thèse comme architecte, puis après la soutenance dans plusieurs universités anglophones (université Queen's de Belfast, London School of Economics, King's College de Londres). Elle s'investit également dans la revue Urban Geography dont elle est l'éditrice et est membre de plusieurs comités éditoriaux. Depuis 2019, elle est professeure de géographie humaine à l'University College de Londres.

## Travaux
Les recherches d'Ayona Datta débutent en architecture avant de s'orienter en géographie urbaine de l'Inde. Elle mobilise pour cela des travaux de terrain, pour lequel elle reçoit une médaille Busk en 2019, mais également une analyse des réseaux sociaux et de l'impact du numérique sur l'urbanisme.
A une échelle locale, elle travaille notamment sur les slums (bidonvilles) et les vécus des personnes qui y habitent’. Son travail de terrain met en avant les possibilités d'actions dans ces espaces illégaux face au pouvoir local (leur agentivité) mais aussi les rapports de domination. Sa recherche analyse les différences d'usage du droit pour le logement, protecteur pour les populations plus aisées et objet de violence pour les plus modestes. Elle s'intéresse également aux éco-quartiers, comme à Lavasa, dont les politiques affichées sont pour elles du greenwashing.
A l'échelle de l'Inde, elle s'intéresse avec la géographie numérique à l'usage du numérique par les femmes pour visibiliser leur vécu de la ville et des violences qu'elles y rencontrent. Elle mobilise pour cela des cartes mentales. A cette occasion, elle est à l'initiative d'un clip de rap réalisé par les participantes de Madanpur Khadar sur leur expérience de la ville, Khadar Ki Ladkiyan’.
A une échelle régionale, elle compare dans trois pays l'impact de la numérisation des démarches administratives dans le domaine de l'urbanisme. Alors qu'il était attendu une meilleure gouvernance de la ville, les études menées pointent au contraire un alourdissement des procédures administratives’. Au lieu d'une démocratisation, le pouvoir est au contraire rassemblé dans les mains d'un certain type de professionnels. Ce regard critique se prolonge dans la dénomination des villes intelligentes qu'elle analyse comme un effet d'affichage et non comme un vecteur de transformation urbaine’. La médaille Busk lui est décernée en 2019 pour ce travail.
A une échelle mondiale, elle pose l'hypothèse que l'élément déterminant de la mégaurbanisation des pays dits du sud est la vitesse. Elle pointe les héritages du colonialisme et des échecs d'essais récents d'urbanismes.

## Hommages et distinctions
- King Medal de l'Architectural Research Centers Consortium[2] ;
- Médaille Busk en 2019[2] ;
- Fellow de l'Academy of Social Sciences en 2015[11].

## Publications

### Ouvrages
- (en) Ayona Datta et Katherine Brickell, Translocal geographies: spaces, places, connections, Routledge, 2016 (ISBN 978-1-138-27269-9, 978-1-315-54991-0 et 978-1-317-00704-3)
- (en) Ayona Datta, The illegal city: space, law and gender in a Delhi squatter settlement, Routledge, coll. « Gender, space and society », 2016 (ISBN 978-1-315-55687-1, 978-1-317-02792-8 et 978-1-317-02793-5)
- (en) Ayona Datta et Abdul Shaban, Mega-urbanization in the global South: fast cities and new urban utopias of the postcolonial state, Routledge/Taylor & Francis Group, coll. « Routledge studies in urbanism and the city », 2017 (ISBN 978-0-415-74551-2)

### Articles
- (en) Ayona Datta, « New urban utopias of postcolonial India: ‘Entrepreneurial urbanization’ in Dholera smart city, Gujarat », Dialogues in Human Geography, vol. 5, no 1,‎ 1er mars 2015, p. 3–22 (ISSN 2043-8206, DOI 10.1177/2043820614565748, lire en ligne, consulté le 20 août 2025)
- (en) Federico Caprotti, Robert Cowley, Ayona Datta et Vanesa Castán Broto, « The New Urban Agenda: key opportunities and challenges for policy and practice », Urban Research & Practice, vol. 10, no 3,‎ 3 juillet 2017, p. 367–378 (ISSN 1753-5069, DOI 10.1080/17535069.2016.1275618, lire en ligne, consulté le 20 août 2025)